# Frank Leslie

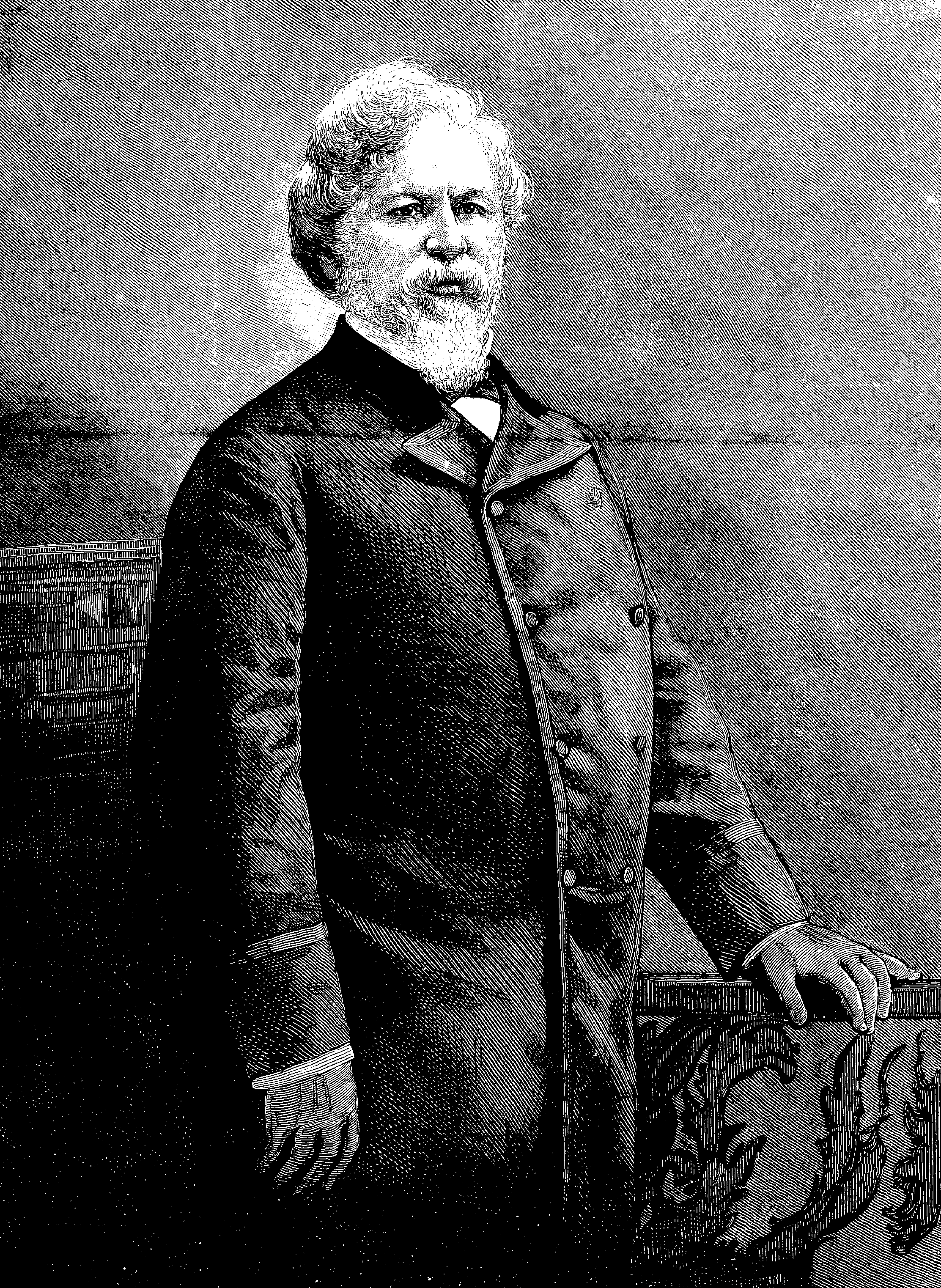
Porträt aus Frank Leslie’s Illustrated Newspaper, 24. Januar 1880

Frank Leslie (* 29. März 1821 in Ipswich, Suffolk, England; † 10. Januar 1880 in New York City), mit früherem Namen  Henry Carter, war ein englischer Graveur, Illustrator und Herausgeber von Familienzeitschriften.

## Die englischen Ursprünge

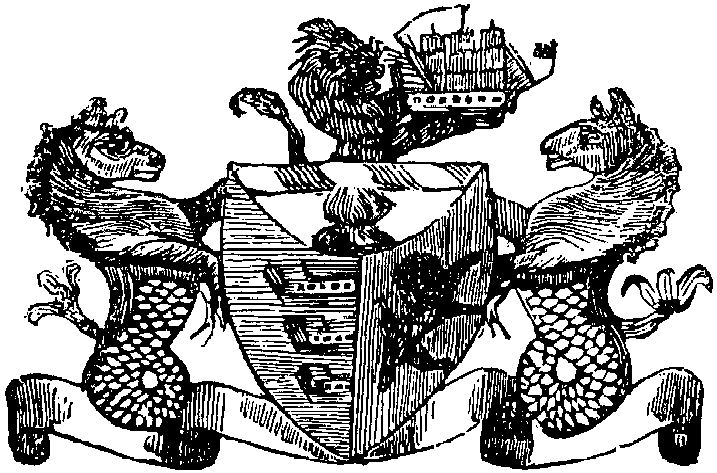
Frank Leslies erster Holzschnitt: Das Wappen von Ipswich

Frank Leslie wurde am 29. März 1821 in Ipswich als Sohn Joseph Carters, des Besitzers einer erfolgreichen Handschuhmanufaktur, geboren. Frank Leslie wuchs in Ipswich auf.  Als Junge kam er auf seinem Schulweg immer an einem Silberschmiedeladen vorbei; dadurch wurde sein reges Interesse am Gravieren geweckt. Besonders die Designs und Buchstaben erregten Leslies Aufmerksamkeit. Im Alter von 13 Jahren fertigte er seinen ersten Holzstich an, das Wappen seiner Heimatstadt.
Mit 17 Jahren wurde er nach London in das Kurzwarengeschäft seines Onkels geschickt, um mehr über das Geschäft seines Vaters zu lernen. Aber jeden freien Augenblick, den er von der „trostlosen Schinderei am Schreibtisch des Toten Holzes“ erhaschen konnte, nutzte er zum Skizzieren, Zeichnen oder Gravieren. Sein Vater, der Onkel und die Verwandten entmutigten Leslie in seiner Arbeit so sehr, dass er sich entschloss, sie im Geheimen weiterzuführen. Er steuerte unter dem Namen Frank Leslie Skizzen zur Illustrated London News bei, um sicherzustellen, dass er anonym bliebe und niemand seiner Verwandten mitbekäme, dass er seine Arbeit fortführte. Seine Skizzen waren so gut, dass er im Alter von 20 Jahren seinen Beruf aufgab und als Leiter der Gravur bei der Illustrated London News anfing. Er machte sich selbst zum Experten und Erfinder in seinem neuen Beruf, so lernte er Licht- und Schatteneffekte im Bilddruck einzusetzen. Das Verfahren ist heute unter dem Namen „Überlagerung“ bekannt.
Henry Carter heiratete das erste Mal in England und hatte drei Söhne mit seiner ersten Frau: Harry, Alfred und Scipio. Er änderte 1857 seinen Namen in Frank Leslie und trennte sich 1860 von seiner Frau.

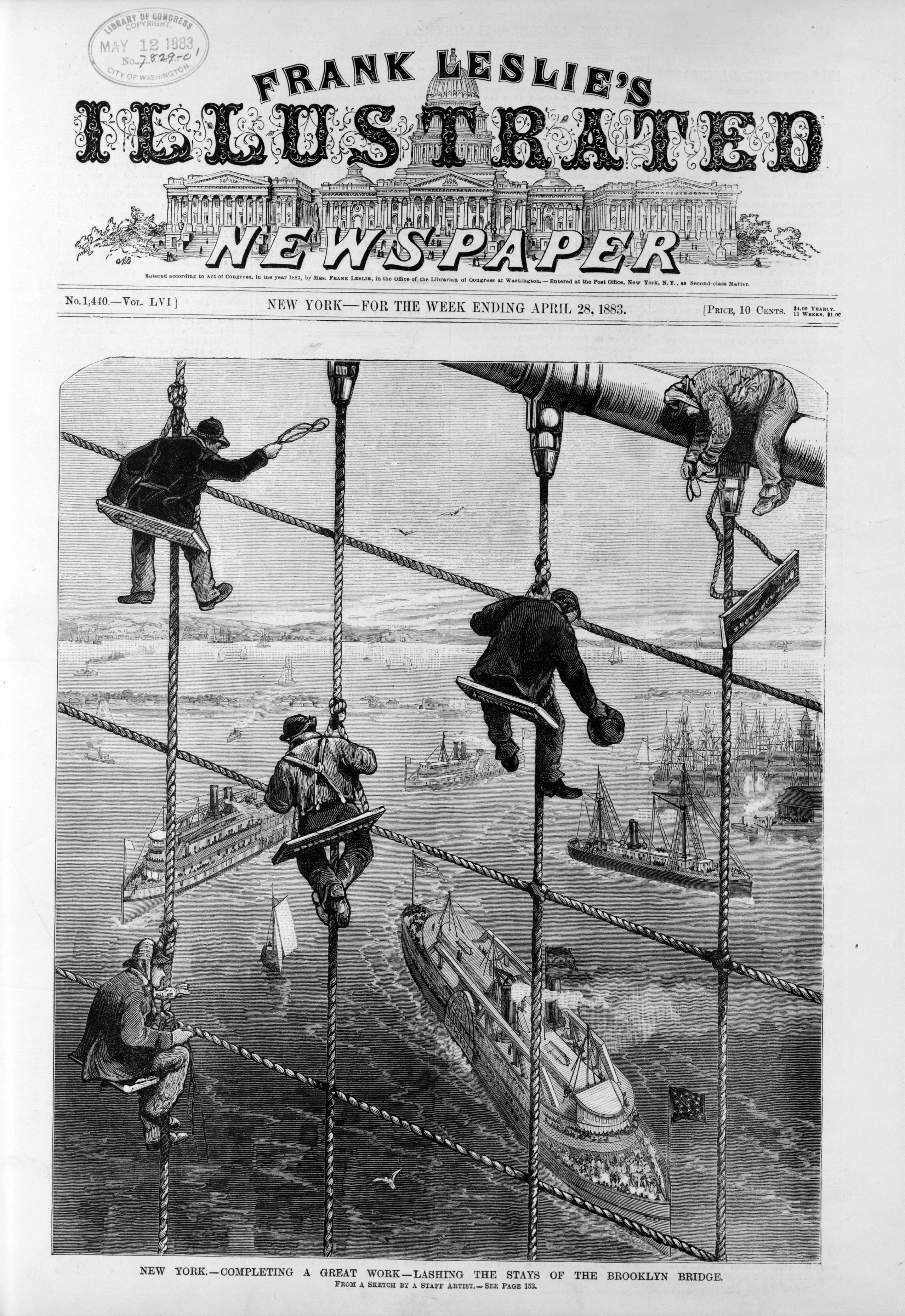
Frank Leslie’s Illustrated Newspaper, April 1883

## Die Vereinigten Staaten

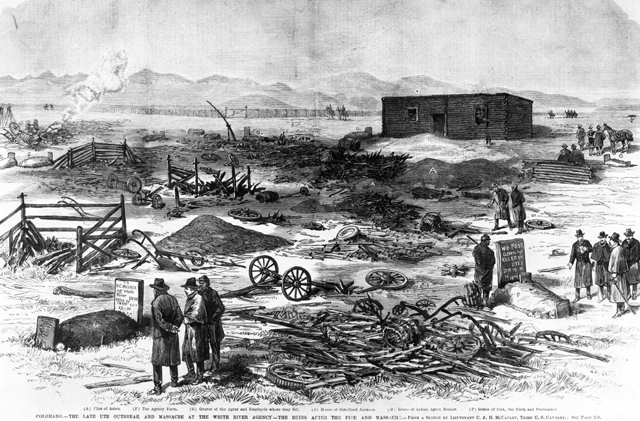
Frank Leslie: The meeker Tragedy

1848 kam Frank Leslie in die Vereinigten Staaten, wo er 1852 für Gleason’s Pictorial in Boston arbeitete. Er entdeckte, dass man den Gravurprozess beschleunigen konnte, indem man eine Zeichnung in viele verschiedene kleine Blöcke aufteilte und die Arbeit unter mehreren Graveuren aufteilte. Eine Arbeit in einem großen Format, die einen  Holzgraveur rund einen Monat Arbeit gekostet hätte, konnte so an einem Tag von 30 Graveuren erledigt werden.
1853 kam Leslie nach New York City, um Holzschnitte für P. T. Barnums Illustrated News zu fertigen. Nachdem die Firma pleitegegangen war, fing Leslie damit an, eine seiner ersten Illustrierten zu publizieren: Leslie’s Ladies’ Gazette of Fashion and Fancy Needlework. Er verwendete Holzschnitte von Leslie & Hooper, einem Partner, von dem er sich 1854 trennte. Daraufhin folgten noch Frank Leslie’s Illustrated Newspaper (Leslie’s Weekly genannt), The Boy’s and Girl’s Weekly, The Budget of Fun und viele weitere.
Die Wochenzeitung war ca. 30 × 40 cm groß und bestand aus 16 Seiten pro Ausgabe. John Young Foster war der erste Herausgeber der Weekly. Während von der ersten Ausgabe nur 30 Exemplare gedruckt wurden, waren es 1897 bereits geschätzte 65.000 Kopien.
Sie folgten einem erprobten Mix, indem sie über Krieg, Politik, Wissenschaft, Reisen, Entdeckungen, Literatur und Kunst in jeder Ausgabe berichteten, die mit Zeichnungen angereichert waren. Seit ihrem Bestehen veröffentlichte Frank Leslie’s Weekly Bilder und Reportagen über Kriege, so z. B. von John Browns Überfall auf Harpers Ferry und den Bürgerkrieg bis zum Spanisch-Amerikanischen Krieg und dem Ersten Weltkrieg. Sie berichtete ebenso über weniger kriegerische Ereignisse, wie das Goldfieber von 1897 am Klondike, über die Verlegung des Transatlantischen Kabels 1858 und das Erdbeben von 1906 in San Francisco. Die Beträge kamen z. B. von Louisa May Alcott, H. Irving Hancock, Helen R. Martin und Ellis Parker Butler. Ebenso arbeiteten namhafte Illustratoren für die Zeitung, unter ihnen Albert Berghaus und Norman Rockwell, der in späteren Jahren die Titelbilder für das Magazine schuf.
Leslies Week wurde noch bis 1922 veröffentlicht. Leslies Illustrationen des Amerikanischen Bürgerkrieges werden heute noch wegen ihres historischen Werts hoch geschätzt. Er war Mitglied der Kommission der Pariser Weltausstellung 1867 und erhielt dort einen Preis für seine künstlerischen Werke.

## Die zweite Ehefrau

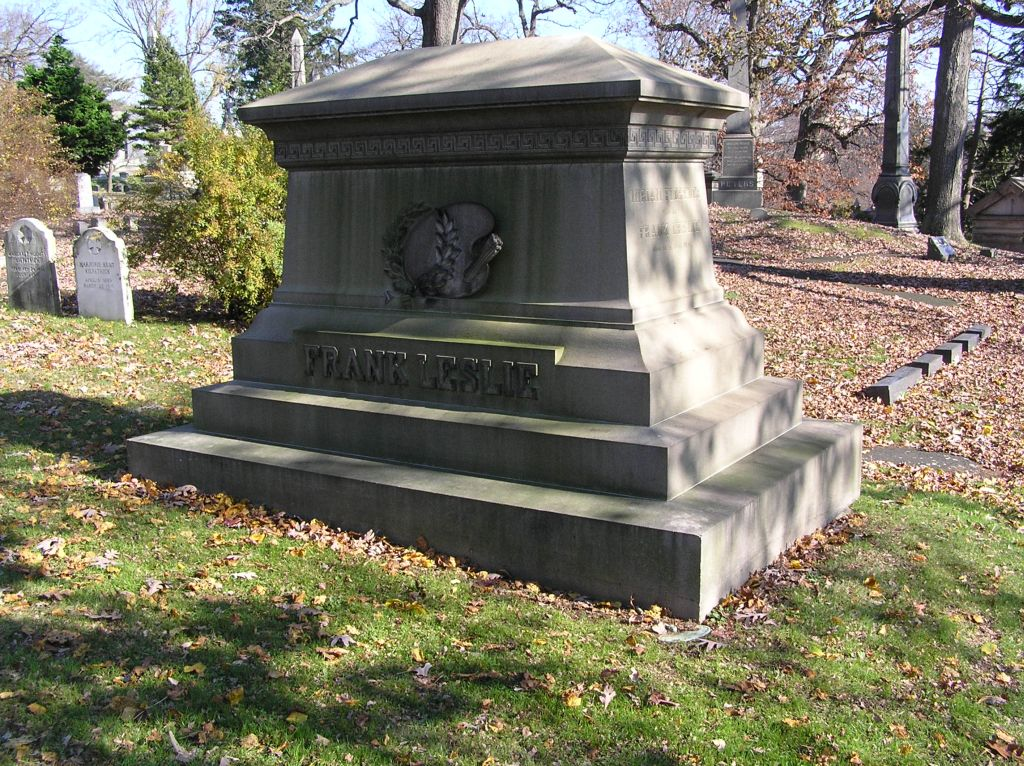
Frank Leslies Grab auf dem Woodlawn Cemetery, Bronx, NY

Als der Herausgeber von Frank Leslie’s Lady Magazine krank wurde, sprang Miriam Folline Squier für ihn ein und der kranke Herausgeber bekam dennoch sein Gehalt ausgezahlt. Als der Herausgeber starb, übernahm Squier kurz darauf seine Position. Sie und Leslie heirateten.  Es war seine zweite und ihre dritte Ehe. In ihrem Sommerhaus, Interlaken in Saratoga Springs, New York empfingen sie viele Prominente. 1877 unternahmen sie gemeinsam mit vielen Freunden eine Reise von New York nach San Francisco. Das Buch From Gotham to the Golden Gate von Miriam Leslie beschreibt genau diese Reise. Die Kosten dieser Reise und eine Finanzkrise führten zu einer starken Verschuldung Leslies und seiner Unternehmen. Als Frank Leslie 1880 starb, beliefen sich seine Schulden auf circa 300.000 Dollar. Seine Frau übernahm das Geschäft und brachte es wieder auf Kurs; dies ging so weit, dass sie ihren Namen in Frank Leslie im Juni 1881 ändern ließ. Sie wurde eine prominente Feministin und Autorin. Sie und ihr Mann liegen auf dem Woodlawn Cemetery in der Bronx begraben.

### Leslie’s Illustrated Newspaperin der Library of Congress
- Illus. in: Frank Leslie’s illustrated newspaper, 1876 July 22, p. 317. July 4, 1876. Die hundertjährige Feier in Philadelphia. Richard Henry Lee aus Virginia, liest die Unabhängigkeitserklärung auf dem Platz der Unabhängigkeit, Juli 4
- Illus. in: Frank Leslie’s illustrated newspaper, v. 52, no. 1332 (1881 April 9), p. 89. New York City – Wie Onkel Sams Geld bewacht wird
- Illus. in: Frank Leslie’s illustrated newspaper, 1881 May 7, p. 1. Kann er es tun?
- Illus. in: Frank Leslie’s illustrated newspaper, v. 52, no. 1347 (1881 July 23), p. 341. Der versuchte Mordanschlag auf den Präsidenten – ein Morgengruß von der Frau und der Tochter des Präsidenten
- Illus. in: Frank Leslie’s illustrated newspaper, v. 63, 1881 Oct. 1, p. 65. New Jersey. Präsident Garfield bei Elberon. Sein erster Blick auf den Ozean von seinem Kippstuhl aus, September 13
- Cover illus. in: Frank Leslie’s Illustrated newspaper, 1884 March 15, p. 49. Die Indianer unterrichten.
- Illus. in: Frank Leslie’s illustrated newspaper, v. 59, 1884 Oct. 11, p. 113. New York City – Das chinesische Mond Festival feiern.
- Illus. in: Frank Leslie’s illustrated newspaper, 1886 Dec. 4, p. 244, bottom right. Ireland. Zwangsräumung in Kerry
- Illus. in: Frank Leslie’s illustrated newspaper, 1886 April 10, p. 113. Das versunkene Dampfschiff Oregon
- Illus. in: Frank Leslie’s illustrated newspaper, May 15, 1886, p. 193 (title page). Illinois – Ärger in Chicago
- Illus. in: Frank Leslie’s illustrated newspaper, May 15, 1886, p. 200-201. Illinois – Ärger in Chicago die Polizei stürmt den Haymarket Square.
- Cover Illus. in: Frank Leslie’s illustrated newspaper, 1886 June 12, p. 257. Washington, D.C.--Die Hochzeit am weißen Haus.
- Illus. in: Frank Leslie’s illustrated newspaper, 1886 Oct. 16, p. 129. Virginia.
- Illus. in: Frank Leslie’s illustrated newspaper, v. 65, no. 1686 (1888 Jan. 7), p. 345. Maryland. The Oyster überrumpelt ein Piratenschiff
- Illus. in: Frank Leslie’s illustrated newspaper, v. 66, 1888 Feb. 18, p. 1. Pennsylvania – Attacke auf die Polizei
- Illus. in: Frank Leslie’s illustrated newspaper, 1888 May 5, p. 177 (cover) Cowboy reitet einen Jährling
- Illus. in: Frank Leslie’s illustrated newspaper, 1888 Nov. 24, p. 229. Leidende Frau
- An Lincolns Totenbett Zeichnung Albert Berghaus